# Рокађовине
Рокађовине (итал. Roccagiovine) је насеље у Италији у округу Рим, региону Лацио.
Према процени из 2011. у насељу је живело 280 становника. Насеље се налази на надморској висини од 530 м.

## Становништво
Према резултатима пописа становништва 2011. у општини је живело 280 становника.
| 1931. | 1936. | 1951. | 1961. | 1971. | 1981. | 1991. | 2001. | 2011. |
| ----- | ----- | ----- | ----- | ----- | ----- | ----- | ----- | ----- |
| 450   | 419   | 393   | 310   | 253   | 230   | 272   | 297   | 280   |

## Партнерски градови
- Дампјер ле Конфлан